# NGC 6530
NGC 6530 في الفهرس العام الجديد، هو عنقود نجمي، يقع في كوكبة الرامي. اكتشف في 1654 .

## روابط خارجية
- NGC 6530 على موقع ويكي سكاي: DSS2, SDSS, GALEX, IRAS, Hydrogen α, X-Ray, Astrophoto, Sky Map, Articles and images